# Ганем, Эди
Эди Ганем (англ. Edy Ganem; род. 20 сентября 1983, Модесто, Калифорния) — американская актриса.

## Жизнь и карьера
Эди Ганем родилась в Модесто, Калифорния в семье мексиканки и ливанца, но выросла в Мексике. Она появилась в нескольких независимых и короткометражных фильмах, а также в эпизодах сериалов «В Филадельфии всегда солнечно», «Красавцы» и «Роб», прежде чем получить основную роль в сериале «Коварные горничные».
В начале 2012 года, Ганем, не имея каких либо значимых проектов в своем резюме, получила одну из ведущих ролей в сериале «Коварные горничные». Пилотный эпизод изначально снимался для канала ABC, однако он не дал зелёный свет на производство сериала, вскоре после чего кабельный Lifetime заинтересовался проектом, в конечном счете подобрав его в июне 2012 года. Премьера сериала состоялась в июне 2013 года, а спустя шесть недель сериал прибавил почти половину аудитории с пилотного эпизода.

## Фильмография

### Телевидение
| Год         | Название на русском           | Название на английском            | Роль           | Примечания                    |
| ----------- | ----------------------------- | --------------------------------- | -------------- | ----------------------------- |
| 2008        | В Филадельфии всегда солнечно | It’s Always Sunny in Philadelphia | Модель         | 1 эпизод                      |
| 2008        | C.S.I.: Место преступления    | CSI: Crime Scene Investigation    | Танцор Гоу-гоу | 1 эпизод, не указана в титрах |
| 2008        | Красавцы                      | Entourage                         | Разные роли    | 3 эпизода                     |
| 2009        |                               | The Venice Beach Hostel           | Эди            | Пилот                         |
| 2010—2011   |                               | Livin' Loud                       | Эдурне Ганем   | 6 эпизодов, веб-сериал        |
| 2012        | Шоу Кливленда                 | The Cleveland Show                | Флора          | 1 эпизод, озвучивание         |
| 2012        | Роб                           | Rob                               | Моника         | 1 эпизод                      |
| 2013 — 2016 | Коварные горничные            | Devious Maids                     | Валентина Диас | Регулярная роль               |
| 2018—       | 911 служба спасения           | 9-1-1                             | Марисоль       |                               |
| 2018—       | Соседство                     | The Neighborhood                  | София          |                               |
| 2019—2024   | Боб любит Абишолу             | Bob Hearts Abishola               | Оливия         |                               |
| 2019—2022   | Отмена                        | Undone                            | Марта          |                               |

### Фильмы
| Год  | Название на русском      | Название на английском                           | Роль              | Примечания             |
| ---- | ------------------------ | ------------------------------------------------ | ----------------- | ---------------------- |
| 2009 | Дорога к счастью         | The Way to Happiness                             | Энди Бали         | Direct-to-video        |
| 2010 | Лас-Анджелес             | Las Angeles                                      | Кончита           |                        |
| 2010 | Карусель                 | Roundabout                                       | Линда             | Короткометражный фильм |
| 2010 | Одинокий путь в Америку  | The Loneliest Road in America                    | Амаранта          |                        |
| 2010 | Земля астронавтов        | The Land of the Astronauts                       | Земля астронавтов |                        |
| 2011 | Сальвадор                | Salvador                                         | Ирис              | Короткометражный фильм |
| 2011 | Люча                     | Lucha                                            | Люча              | Короткометражный фильм |
| 2011 | Секс / Абсурд            | Sex/Absurd                                       | Кейси             |                        |
| 2011 | Ноутбук                  | Laptop                                           | Дженни Мендес     | Короткометражный фильм |
| 2011 | Как сумасшедший          | Like Crazy                                       | Изабель           | Не указана в титрах    |
| 2011 | Коробка теней            | Box of Shadows                                   | Джина             |                        |
| 2012 | Охала                    | Ojalá                                            | Ольга             | Короткометражный фильм |
| 2012 | Невысказанное            | Unspoken                                         | Анна              | Короткометражный фильм |
| 2013 | Любовная лачуга Лолы     | Lola’s Love Shack                                | Фелиция           |                        |
| 2013 | Виолета                  | Violeta                                          | Кармен            | Короткометражный фильм |
| 2017 | После свадьбы            | After the Wedding                                | Мариана Диас      |                        |
| 2017 | Созданы равными          | Created Equal                                    | Алехандра Батисто |                        |
| 2017 |                          | Blood Heist                                      | Софи              |                        |
| 2019 | Ниже нас                 | Beneath Us                                       | Сандра Сильва     |                        |
| 2019 |                          | Un sentimiento honesto en el calabozo del olvido | Bocaraca          |                        |
| 2019 | Для тебя, с любовью      | Made for You, with Love                          | Аманда            |                        |
| 2020 | Лузеры против пришельцев | Useless Humans                                   | Chum              |                        |
| 2020 | Другими словами          | In Other Words                                   | Карина Салас      |                        |
| 2021 |                          | Color Box                                        | Люция             |                        |
| 2022 | Свобода любой ценой      | Free Dead or Alive                               | Ева               |                        |